# 天使蛋糕

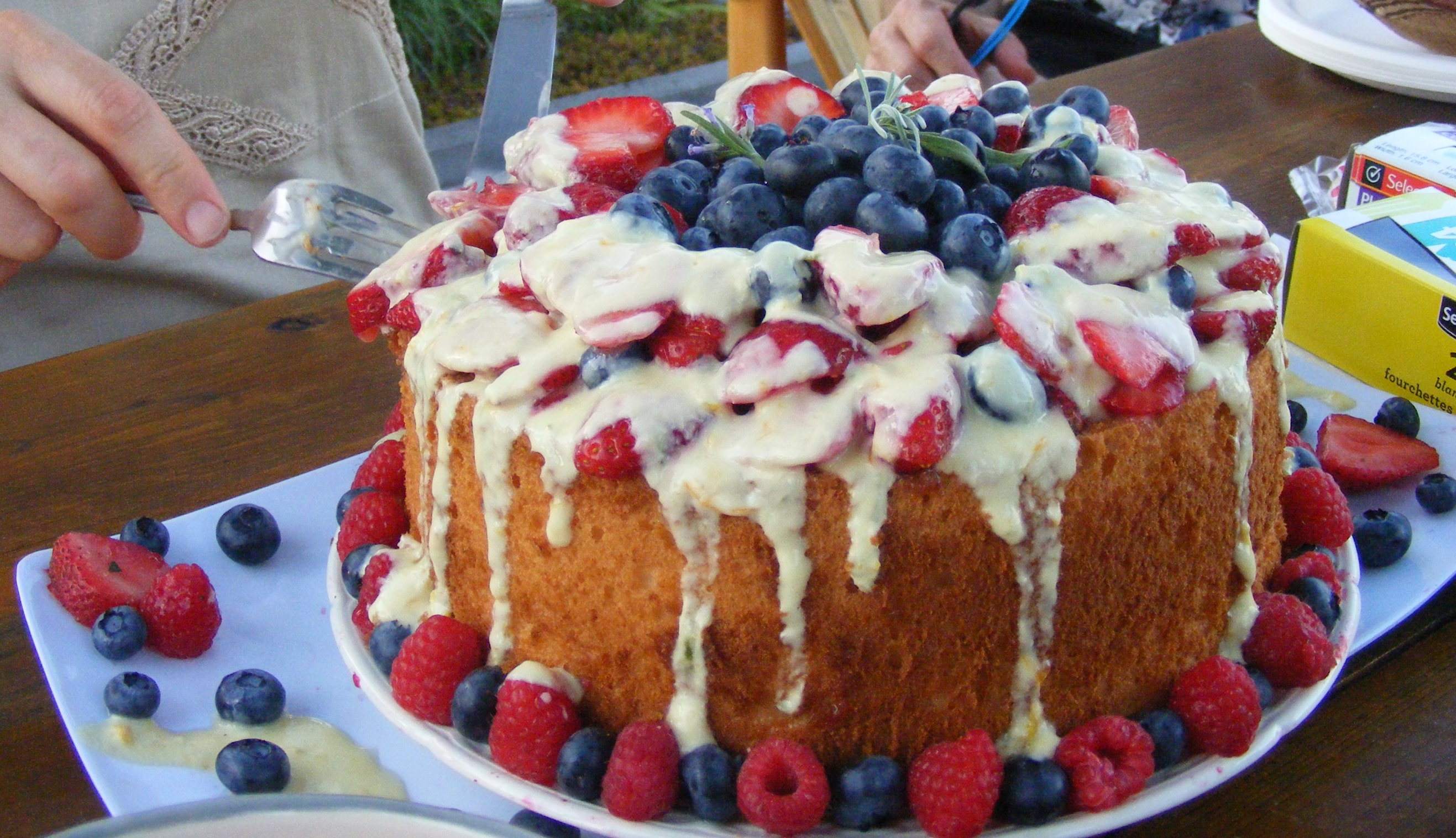
以草莓、藍莓、覆盆子和奶油裝飾的天使蛋糕

天使蛋糕（英語：angel cake），是一種用麵粉、蛋白、食糖製成的海綿蛋糕，通常加入酒石酸氢钾（俗稱塔塔粉）。打發的蛋白泡沫使其擁有鬆軟的結構、質地，且與多數蛋糕不同，不使用黄油。起源於美國，並於19世紀末開始流行。